# Octeville-l'Avenel
Octeville-l'Avenel är en kommun i departementet Manche i regionen Normandie i norra Frankrike. Kommunen ligger i kantonen Quettehou som tillhör arrondissementet Cherbourg. År 2022 hade Octeville-l'Avenel 233 invånare.

## Befolkningsutveckling
Antalet invånare i kommunen Octeville-l'Avenel
| Referens: INSEE |